# Phyxelida apwania
Phyxelida apwania är en spindelart som beskrevs av Griswold 1990. Phyxelida apwania ingår i släktet Phyxelida och familjen Phyxelididae. Inga underarter finns listade i Catalogue of Life.